# Клюково (гмина)
Клюково (пол. Klukowo) — сельская гмина (волость) в Польше, входит как административная единица в Высокомазовецкий повет Подляского воеводства. Население — 4745 человек (на 2011 год). Административный центр гмины — деревня Клюково.

## Демография
Данные по переписи 2011 года:
| Перепись            | Всего | Мужчины | Женщины |
| ------------------- | ----- | ------- | ------- |
| Всего               | 4595  | 2386    | 2209    |
| Городское население | 0     | 0       | 0       |
| Сельское население  | 4595  | 2386    | 2209    |

## Поселения
1. Грудек
2. Янки
3. Калиски
4. Каплань
5. Клюково
6. Клюково-Колёня
7. Костры-Подсендковента
8. Костры-Смейки
9. Кучин
10. Любович-Бызе
11. Любович-Вельки
12. Любович-Конты
13. Лунево-Мале
14. Лунево-Вельке
15. Малиново
16. Пентки-Басе
17. Пентки-Грензки
18. Пентки-Шелиги
19. Пентки-Жебры
20. Соболево
21. Старе-Костры
22. Старе-Вареле
23. Старе-Залесе
24. Трояново
25. Троянувек
26. Уша-Мала
27. Уша-Велька
28. Виктожин
29. Вышонки-Блоне
30. Вышонки-Косцельне
31. Вышонки-Клюкувек
32. Вышонки-Нагурки
33. Вышонки-Влосты
34. Вышонки-Войцехы
35. Вышонки-Выпыхы
36. Жабинец
37. Жебры-Вельке

## Соседние гмины
1. Гмина Богуты-Пянки
2. Гмина Браньск
3. Гмина Цехановец
4. Гмина Чижев
5. Гмина Рудка
6. Гмина Шепетово